# Juan Rossell
Juan Rossell Argelagós, en catalán: Joan Rossell i Argelagós, (Barcelona, 1 de abril de 1724-Toledo, 30 de marzo de 1780) fue un compositor y maestro de capilla español.

## Biografía
Hijo de Vicenç Rossell y Raimunda Argelagós, Juan Rossell pertenecía a una familia de músicos: su abuelo, Joan Rossell fue músico de la capilla de la Catedral de Barcelona; su padre fue tenor solista de Santa María del Pino; y sus hermanos, Antonio y Manuel fuero primeros violines de la capilla de música del Palacio de la Condesa de Barcelona. Este último destacó por su técnica depurada y su gran aptitud como solista, lo que le permitió acceder al cargo de primer violín en la capilla de música de la Catedral de Toledo cuando su hermano Juan era el maestro.
En 1731 ganó plaza en la capilla de música de la Catedral del Barcelona, donde se formó bajo la maestría de José Picañol, Francisco Valls y José Pujol. Rápidamente Rossell destacó por su habilidad en la composición, hecho gracias al cual recibió una especial atención del maestro Valls y se convirtió en el alumno predilecto de Pujol.
El 11 de septiembre de 1746 Rossell informaba al capítulo catedralicio su incorporación a la Catedral de Tarragona, donde había ganado la plaza de maestro de capilla por oposición. Al año siguiente abandonaba el cargo para obtener la misma responsabilidad en Mallorca, en la recién fundada Capilla de Música de Santa Ana del Palacio Real de la Almudaina. No se conservan muchos datos de su estancia en la isla. Durante este período mantuvo correspondencia con Jaime Casellas, maestro de capilla de la Catedral de Toledo, a quien mostró simpatía por su posición a favor de la presencia de rasgos italianos en la música hispánica, lo que había llevado a Casellas a una disputa con Josep Duran, que estaba en contra de la «italianización» del repertorio hispánico.
Al jubilarse Casellas de sus responsabilidades en Toledo a finales de 1762, Rossell ganó las oposiciones convocadas para ocupar el cargo vacante, siendo nombrado oficialmente maestro de capilla de la Catedral de Toledo el 19 de abril de 1763. En Toledo, además de producir una gran cantidad de música —principalmente de carácter litúrgico—, dedicó muchos esfuerzos para implantar disciplina entre los músicos de la institución, con lo que hizo que la capilla de alcanzara un gran nivel musical. En este período también hizo constantes viajes a Madrid, tanto para relacionarse con los maestros de capilla Antonio Soler y Antonio Rodríguez de Hita, como para buscar músicos hábiles para reforzar la capilla de Toledo.
A partir de 1776 empezó a sufrir una enfermedad que le obligará a ausentarse periódicamente de su cargo para ser tratado en Barcelona. En enero de 1780 Rossell renunciaba a su magisterio toledano y el 30 de marzo de 1780 fallecía en Toledo.

## Obra
Han pervivido 177 obras eclesiásticas de Rossell, entre las que cabe destacar 34 misas en latín y 135 villancicos (la mayoría de Navidad) en castellano. En 2021 se descubrió que un Salve Regina atribuido a Pergolesi en realidad es una composición de Rossell que se había conservado en Mallorca.
Algunas de sus obras se conservan en el fondo musical TarC (Fondo de la Catedral de Tarragona).